# Николай Сутягин
Николай Василиевич Сутягин (на руски: Николай Васильевич Сутягин) е съветски летец-изтребител, генерал-майор от Съветската армия.

## Биография
Николай Сутягин е роден в село Смагино, Бутурлински район, Нижегородска област в селско семейство. Член е на КПСС от 1946 г.
През 1941 г. е изпратен в Черниговското военно-авиационно училище за пилоти, което завършва през 1942 г. Разпределен е на Далекоизточния фронт и участва в бойни действия на фронта. В сражения с германците през Втората световна война не участва, но в периода август-септември 1945 г. се сражава в Съветско-японската война. Взима участие в освобождаването на Манджурия и Корея от японските окупатори.
След войната продължава да служи във военновъздушните сили, усвоявайки нови типове самолети, в това число и реактивни. През 1951 г. участва в Корейската война. Лети на реактивни изтребители „МиГ-15“ и „МиГ-15бис“. За времето на бойните действия от 17 юни 1951 г. до 2 февруари 1952 г. провежда 149 бойни полета, 66 въздушни битки, като сваля 21 самолета.
На 10 октомври 1951 г. е награден със званието „Герой на Съветския съюз“.
Умира в Киев на 12 ноември 1986 г.

## Списък с победите
| №   | Дата     | Тип на сваления самолет | Данни от противниковата страна                                                                                            |
| --- | -------- | ----------------------- | --- |
| 1.  | 19.06.51 | F-86                    | F-86A Роберт Лейер (Laier) (изчезва безследно)                                                                            |
| 2.  | 22.06.51 | F-86                    | F-86A Хоуард Милър (умира в плен)                                                                                         |
| 3.  | 22.06.51 | F-86                    | не е потвърдено от америк. страна                                                                                         |
| 4.  | 24.06.51 | F-86                    | F-86A (рег. номер 49 – 1281), полковник Глен Тод Игълстоун (Eagleston) (18 победи във Втората световна война + 2 в Корея) |
| 5.  | 26.06.51 | F-80                    | F-80C, Боб Лотербах (Lauterbach) (загива)                                                                                 |
| 6.  | 29.07.51 | F-86                    | F-86A (рег. номер 49 – 1098)                                                                                              |
| 7.  | 09.08.51 | F-80                    | не е потвърдено от америк. страна                                                                                         |
| 8.  | 25.08.51 | Meteor                  | не е потвърдено от америк. страна                                                                                         |
| 9.  | 26.09.51 | Meteor                  | Ърнест Армит (Armit) (разбива се при опит за приземяване)                                                                 |
| 10. | 26.09.51 | F-86                    | F-86A, Карл Барнет (Barnett) (безследно изчезнал)                                                                         |
| 11. | 03.11.51 | F-86                    | не е потвърдено от америк. страна                                                                                         |
| 12. | 04.11.51 | F-86                    | не е потвърдено от америк. страна                                                                                         |
| 13. | 26.11.51 | F-86                    | не е потвърдено от америк. страна                                                                                         |
| 14. | 29.11.51 | F-84                    | не е потвърдено от америк. страна                                                                                         |
| 15. | 04.12.51 | F-86                    | F-86A (рег. номер 49 – 1184)                                                                                              |
| 16. | 04.12.51 | F-84                    | не е потвърдено от америк. страна                                                                                         |
| 17. | 15.12.51 | F-86                    | F-86E, Уильям Приндл (Prindle) (загива)                                                                                   |
| 18. | 06.01.52 | F-84                    | F-84E, Доналд Грей (Grey) (загива)                                                                                        |
| 19. | 06.01.52 | F-86                    | F-86E, Лестър Пейдж (Page) (безследно изчезнал)                                                                           |
| 20. | 11.01.52 | F-86                    | F-86E Тил Рийвс (Reeves) (безследно изчезнал)                                                                             |